# قره‌تاش (قره‌تاش)
قره‌تاش (به ترکی استانبولی: Karataş) یک منطقهٔ مسکونی در ترکیه است که در قره‌تاش (شهر) واقع شده‌است.بیشتر مردم  ترک زبان و  کرد زبان   هستند.